# Faux-Vésigneul
Faux-Vésigneul és un municipi francès, situat al departament del Marne i a la regió del Gran Est. L'any 2007 tenia 235 habitants.

## Demografia

### Població
El 2007 la població de fet de Faux-Vésigneul era de 235 persones. Hi havia 87 famílies, de les quals 17 eren unipersonals (17 dones vivint soles i 17 dones vivint soles), 25 parelles sense fills, 41 parelles amb fills i 4 famílies monoparentals amb fills.
La població ha evolucionat segons el següent gràfic:
Habitants censats

### Habitatges
El 2007 hi havia 104 habitatges, 90 eren l'habitatge principal de la família, 3 eren segones residències i 11 estaven desocupats. 102 eren cases i 1 era un apartament. Dels 90 habitatges principals, 80 estaven ocupats pels seus propietaris, 5 estaven llogats i ocupats pels llogaters i 5 estaven cedits a títol gratuït; 2 tenien dues cambres, 3 en tenien tres, 13 en tenien quatre i 71 en tenien cinc o més. 75 habitatges disposaven pel capbaix d'una plaça de pàrquing. A 37 habitatges hi havia un automòbil i a 46 n'hi havia dos o més.

### Piràmide de població
La piràmide de població per edats i sexe el 2009 era:
| Homes | Edats   | Dones |
| ----- | ------- | ----- |
| 0     | 95 o +  | 0     |
| 0     | 90 a 94 | 0     |
| 0     | 85 a 89 | 4     |
| 4     | 80 a 84 | 0     |
| 4     | 75 a 79 | 12    |
| 4     | 70 a 74 | 8     |
| 0     | 65 a 69 | 0     |
| 8     | 60 a 64 | 4     |
| 0     | 55 a 59 | 4     |
| 8     | 50 a 54 | 8     |
| 12    | 45 a 49 | 12    |
| 8     | 40 a 44 | 12    |
| 8     | 35 a 39 | 4     |
| 12    | 30 a 34 | 8     |
| 4     | 25 a 29 | 8     |
| 12    | 20 a 24 | 4     |
| 20    | 15 a 19 | 4     |
| 8     | 10 a 14 | 4     |
| 0     | 5 a 9   | 4     |
| 8     | 0 a 4   | 8     |

## Economia
El 2007 la població en edat de treballar era de 163 persones, 127 eren actives i 36 eren inactives. De les 127 persones actives 120 estaven ocupades (65 homes i 55 dones) i 7 estaven aturades (4 homes i 3 dones). De les 36 persones inactives 10 estaven jubilades, 8 estaven estudiant i 18 estaven classificades com a «altres inactius».

### Ingressos
El 2009 a Faux-Vésigneul hi havia 93 unitats fiscals que integraven 250 persones, la mediana anual d'ingressos fiscals per persona era de 21.168 €.

### Activitats econòmiques
Dels 12 establiments que hi havia el 2007, 1 era d'una empresa extractiva, 1 d'una empresa alimentària, 1 d'una empresa de construcció, 1 d'una empresa de comerç i reparació d'automòbils, 1 d'una empresa de transport, 1 d'una empresa d'hostatgeria i restauració, 1 d'una empresa d'informació i comunicació, 1 d'una empresa financera, 1 d'una empresa immobiliària, 1 d'una empresa de serveis, 1 d'una entitat de l'administració pública i 1 d'una empresa classificada com a «altres activitats de serveis».
Dels 2 establiments de servei als particulars que hi havia el 2009, 1 era una lampisteria i 1 perruqueria.
L'any 2000 a Faux-Vésigneul hi havia 25 explotacions agrícoles que ocupaven un total de 2.375 hectàrees.

## Poblacions més properes
El següent diagrama mostra les poblacions més properes.